# Calymmaria shastae
Espèce
Calymmaria shastae est une espèce d'araignées aranéomorphes de la famille des Cybaeidae.

## Distribution
Cette espèce est endémique de Californie aux États-Unis,. Elle se rencontre dans la moitié nord de l'État dans les comtés de Siskiyou, de Humboldt, de Shasta, de Tehama, de Mendocino, de Marin, de San Francisco et de Monterey.

## Description
Les femelles mesurent de 4,96 à 5,74 mm et les mâles de 4,37 à 5,74 mm.

## Publication originale
- Chamberlin & Ivie, 1937 : New spiders of the family Agelenidae from western North America. Annals of the Entomological Society of America, vol. 30, p. 211-230.